# Mammillaria zublerae
Mammillaria zublerae är en kaktusväxtart som beskrevs av Repp. Mammillaria zublerae ingår i släktet Mammillaria och familjen kaktusväxter. Inga underarter finns listade i Catalogue of Life.